# Tweede Kamerverkiezingen 1972/Kandidatenlijst/Lijst 17 (kieskringen X en XI)
Dit is de naamloze kandidatenlijst 17 in de kieskringen X (Den Helder) en XI (Haarlem) voor de Tweede Kamerverkiezingen 1972. De lijst bestond uit slechts één kandidaat. Stam wilde met deze lijst een regionale vertegenwoordiger zijn voor de provincie Noord-Holland.

## De lijst
1. Willem Stam - 1.547 stemmen

PvdA · KVP · VVD · ARP · D'66 · CHU · DS'70 · CPN · SGP · PPR · GPV · PSP · DMP · NMP · Boerenpartij · RKPN · Partij van het Recht · Anti-Woningnood Aktie · Lijst 17 (kieskringen X en XI) · Nieuwe Roomse Partij